# Die Tageszeitung
Die Tageszeitung (стилизуется как die tageszeitung и часто упоминается как taz; с нем. — «Ежедневная газета») — немецкая ежедневная газета, основанная в 1978 году. Издаётся в Берлине. Тираж около 60 000 экземпляров. В штате газеты около 250 сотрудников. Является кооперативом, управляемым самими сотрудниками.

## История
Die Tageszeitung была основана в 1978 году. С самого начала, taz стремилась быть альтернативой мейнстримной прессе, «непочтительной, коммерчески независимой, умной и развлекательной».
WOZ Die Wochenzeitung (бывший WoZ] и taz вместе издают немецкоязычное дополнение к газете Le Monde diplomatique.